# Полночь. Смертельный приговор
«Полночь. Смертельный приговор» (англ. Midnight) — американский криминальный фильм режиссёра Честера Эрскина, который вышел на экраны в 1934 году.
Фильм рассказывает о принципиальном и добропорядочном старосте присяжных (О. П. Хегги), который убедил своих коллег вынести смертный приговор молодой женщине, убившей любимого мужа, когда тот собрался уйти из дома. В ночь приведения приговора в исполнение староста сталкивается с аналогичной ситуацией в своей семье, когда его дочь (Сидни Фокс) заявляет, что убила своего возлюбленного (Хамфри Богарт), который собрался уехать в другой город. Однако прибывший раньше полиции окружной прокурор и друг старосты не принимает признание девушки и утверждает версию, что её возлюбленного убили в ходе гангстерской разборки.
Хамфри Богарт сыграл в фильме роль второго плана, и в титрах его имя стояло на восьмом месте. Однако в 1947 году при повторном выпуске на экраны фильм был переименован в «Назовите это убийством», а имя Богарта было поставлено перед заглавием картины.

## Сюжет
В суде молодая женщина Этель Саксон (Хелен Флинт) сознаётся, что убила любимого мужа, когда он снял в банке все деньги и собрался от неё уйти. На вопрос старшины присяжных Эдварда Велдона (О. П. Хегги) она отвечает, что забрала деньги после того, как убила мужа. Присутствующая в зале суда дочь Велдона Стелла (Сидни Фокс) говорит своему соседу Гару Бони (Хамфри Богарт), что убийство было совершено в состоянии аффекта, на что он отвечает, что присяжным нет до этого дела, и что беда Этель в том, что у неё нет хорошего адвоката. Во время обсуждения вердикта присяжными Велдон настаивает на том, что вина Этель бесспорна, и она должна понести за это соответствующее наказание. В итоге присяжные быстро выносят вердикт, признавая Этель виновной в убийстве первой степени, и несмотря на сочувствие к ней со стороны общественности, суд приговаривает Этель к смертной казни на электрическом стуле. Газетный репортёр Боб Нолан (Генри Халл) решает написать статью о том, как семья старосты будет себя вести в момент казни Этель. В одной из бильярдных он находит Джо «Лероя» Биггерса (Линн Оверман), безработного зятя Велдона, и пообещав денег, уговаривает его помочь ему войти в дом Велдонов. В тот же день гангстер Гар Бони отправляется получить долю по одному из своих дел, после чего собирается сразу же уехать в Чикаго. О своём отъезде он сообщает Стелле, прекращая таким образом их отношения, которые продолжались уже четыре месяца с момента знакомства в суде. У влюбившейся в Гара Стеллы начинается истерик, и она умоляет Гара навестить её в 11.45 перед отъездом на вокзал. Ближе к вечеру перед домом Велдона собирается толпа журналистов и просто зевак, которые хотят увидеть реакцию старосты присяжных на казнь Этель. Джо приводит в дом Нолана якобы для того, чтобы наладить работу нового радиоприёмника. Вскоре в гости к Велдону, чтобы поддержать его, приезжает чета Магратов, дядя Стеллы Генри (Гренвилл Бейтс) и её тётя Элизабет (Кора Уизерспун). Видя общее настроение в семье, Велдон просит не смотреть на него как на убийцу. Тем временем по радио передают сообщение, что губернатор только что отклонил прошение о помиловании Этель. Миссис Велдон (Маргарет Вичерли) также жалеет Эстер, оправдывая её тем, что она совершила убийство непреднамеренно. Тем временем к Велдону приходит Эдгар В. Ингерсолл (Генри О’Нил), адвокат Этель, заявляя старосте присяжных, что если тот обратиться с прошением к губернатору, то казнь ещё можно будет остановить, однако Велдон остаётся непреклонен. Он заявляет, что служит всего лишь инструментом закона и это дело не касается его лично. Тем временем за пятнадцать минут до казни Стелла уходит на встречу с Гаром. В машине она умоляет Гара не уезжать или взять её с собой, однако он не меняет своего решения, после чего заявляет, что их отношения закончены. Стелла упрекает Гара в том, что у того появилась другая женщина, которую Джо видел сегодня в его машине. Тем временем Нолан запускает в дом фотографа, который должен сфотографировать лица членов семьи в момент казни Этель, о которой ведётся прямой репортаж по радио. Велдон выгоняет их заявляя собравшейся у дома толпе, что Этель убила человека, и её казнят по закону, так как за убийство надо наказывать. В тот момент, когда приводится в действие рубильник электрического стула, в машине, где сидят Гар и Стелла раздаётся выстрел. Затем в доме появляется Стелла с револьвером в руке, заявляя, что она только что убила Гара. Вслед за ней приходит Артур брат Стеллы, а затем возвращается и Нолан. Мужчины пытаются всячески вывести Стеллу из-под подозрения в убийстве, сначала предлагая выбросить револьвер, а затем сказать, что Гар на неё напал и она защищалась. Однако Велдон считает, что первым делом они должным поговорить с прокурором. Он звонит домой окружному прокурору Планкетту (Моффэт Джонсон), и тот вскоре приезжает. До его прибытия Велдон заявляет, что расскажет всю правду и передаст дочь во власть закона в надежде на милость суда. Когда ему говорят, что он не думает о людях, Велдон отвечает, что не имеет права не подчиняться закону, когда это касается лично его. После допроса Стеллы Планкетт обращает внимание на то, что в револьвере не хватает трёх пуль в то время, как она помнит только об одном выстреле. Планкетт также отмечает психически неуравновешенное состояние Стеллы, заявляя, что она была слишком подавлена разрывом с возлюбленным, чтобы адекватно воспринимать реальность, и приняла некоторые свои фантазии за реальные события. Кроме того, выясняется, что Гар приехал к ней после получения большой суммы деньги, и вполне возможно, что кто-то следил за ним и убил его из-за денег. Кроме того, хотя Стелла ничего не может рассказать о Гаре, Артур определённо заявляет, что у того были враги, и, кроме того, очевидно, что он хотел бежать. Уточнив, что свидетелей убийства не было, Планкетт заявляет, что убийство Гора — это, безусловно, убийство первой степени, однако считает, что надо искать истинного убийцу, выдвигая версию, что речь идёт о бандитских разборках. По его словам, интуиция иногда важнее буквы закона, и затем добавляет, что было бы хорошо, если бы было побольше таких честных граждан, как Велдон.

## В ролях
- Сидни Фокс — Стелла Велдон
- О.П. Хегги — Эдвард Велдон
- Генри Халл — Нолан
- Маргарет Вичерли — миссис Велдон
- Линн Оверман — Джо Биггерс
- Кэтрин Уилсон — Эда Биггерс
- Ричард Уорф — Артур Велдон
- Хамфри Богарт — Гар Бони
- Гренвилл Бейтс — Генри Макграт
- Кора Уизерспун — Элизабет Макграт
- Моффэт Джонсон — окружной прокурор Планкетт
- Генри О’Нил — Ингерсолл

## История создания и проката фильма
В основу фильма положена театральная пьеса супругов Пола и Клэр Сифтон «Полночь», которая шла на бродвейской сцене в 1930—1931 годах, выдержав 48 представлений. Это первый фильм бродвейского режиссёра, продюсера и актёра Честера Эрскина, который впоследствии поставил в Голливуде ещё семь картин. Для съёмок в фильме Эрскин пригласил некоторых «из наиболее надёжных театральных актёров», среди них Маргарет Вичерли, Генри Халл, Гренвилл Бейтс, Хелен Флинт, а молодые бродвейские актёры Линн Оверман и Ричард Уорф, для которых эта картина стала дебютом в кино.
Для молодых киноактёров Хамфри Богарта и Сидни Фокс это был уже второй совместный фильм после картины студии Universal «Плохая сестра» (1931). В первоначальной версии фильма в списке актёров Хамфри Богарт был указан восьмым, а первыми стояли имена Сидни Фокс и О. П. Хегги. 13 сентября 1947 года, когда компания Guaranteed Pictures Co. повторно выпустила фильм в прокат под названием «Назовите это убийством», имя Богарта стояло в титрах уже перед названием.

## Оценка фильма критикой
После выхода фильма на экраны рецензент «Нью-Йорк Таймс» отметил, что «Эрскин с определённым успехом перенёс театральную пьесу на экран». Хотя картина по форме сделана как мелодрама, сама «история интересна своей необычностью. Благодаря режиссуре Эрскина она предстаёт как нервная и где-то истеричная история, местами неясная по смыслу, но на всём протяжении захватывающая». По мнению рецензента, «Эрскин ставит историю решительно и продуманно, что помогает поддерживать и наращивать саспенс», а «все основные актёры играют отлично».
Современный киновед Хэл Эриксон, отметив, что эта криминальная мелодрама была сделана независимым продюсером на скромной нью-йоркской студии, назвал его «странным фильмом» на старую тему «если бы это была ваша дочь». Историк кино Деннис Шварц негативно оценил картину, назвав её «истеричным триллером с путаным посланием о том, что существует закон, единый для всех», одновременно давая на это «свой циничный ответ». По мнению киноведа, «своим неуклюжим способом» фильм «пытается сказать, что следует следовать духу закона, а не его букве». Как далее отмечает Шварц, «Эрскин неубедительно ставит эту неприятную психологическую драму, в результате чего она выглядит скорее как надуманная аллегорическая сказка, чем как серьёзная драма». Критик также обращает внимание на такие недостатки, как «манерность актёрской игры» и «театральность съёмки», однако, по мнению Шварца, «ещё хуже, аморальный финал (с которым режиссер, судя по всему, согласен), что если у вас хорошие отношения с окружным прокурором, вы в буквальном смысле можете избежать наказания за убийство и, более того, будете процветать».